# Umialik
Umialik er en dokumentarfilm instrueret af Jens Rosing efter manuskript af Jens Rosing.

## Handling
I sommeren 1966 foretog Diskobugtens sidste konebådsejer, Otto Petersen fra udstedet Niaqornarssuk syd for Egedesminde, Vestgrønlands sidste konebådssejlads. Filmen følger denne sidste konebåds-renjagt til Søndre Strømfjord.